# Jean Luillier (-1588)
Jean Luillier, seigneur de Boulancourt, de Saint-Mesmin et d'Augerville, président de la chambre des comptes en 1531, conseiller du roi en ses conseils d'État et privé, il fut pourvu de la charge de prévôt des marchands de Paris de 1530 à 1531. 
Il meurt en 1588.
Il est le parents des prévôts Eustache Luillier, Jean Luillier (-1588) et Nicolas Luillier. Ils donnèrent leur nom à la rue Lhuillier à Paris.

## Source
- Encyclopédie Méthodique. Histoire, volume 3, 1788